# ماریا زاندر
ماریا زاندر (آلمانی: Maria Sander; ۳۰ اکتبر ۱۹۲۴ – ۱۲ ژانویهٔ ۱۹۹۹) دونده سرعت زن اهل آلمان بود.